# 자이언트황금두더지
자이언트황금두더지(Chrysospalax trevelyani)는 황금두더지과에 속하는 포유류의 일종이다. 멸종 위기종의 하나로 자연 서식지는 남아프리카공화국 이스턴케이프 주의 숲이다.

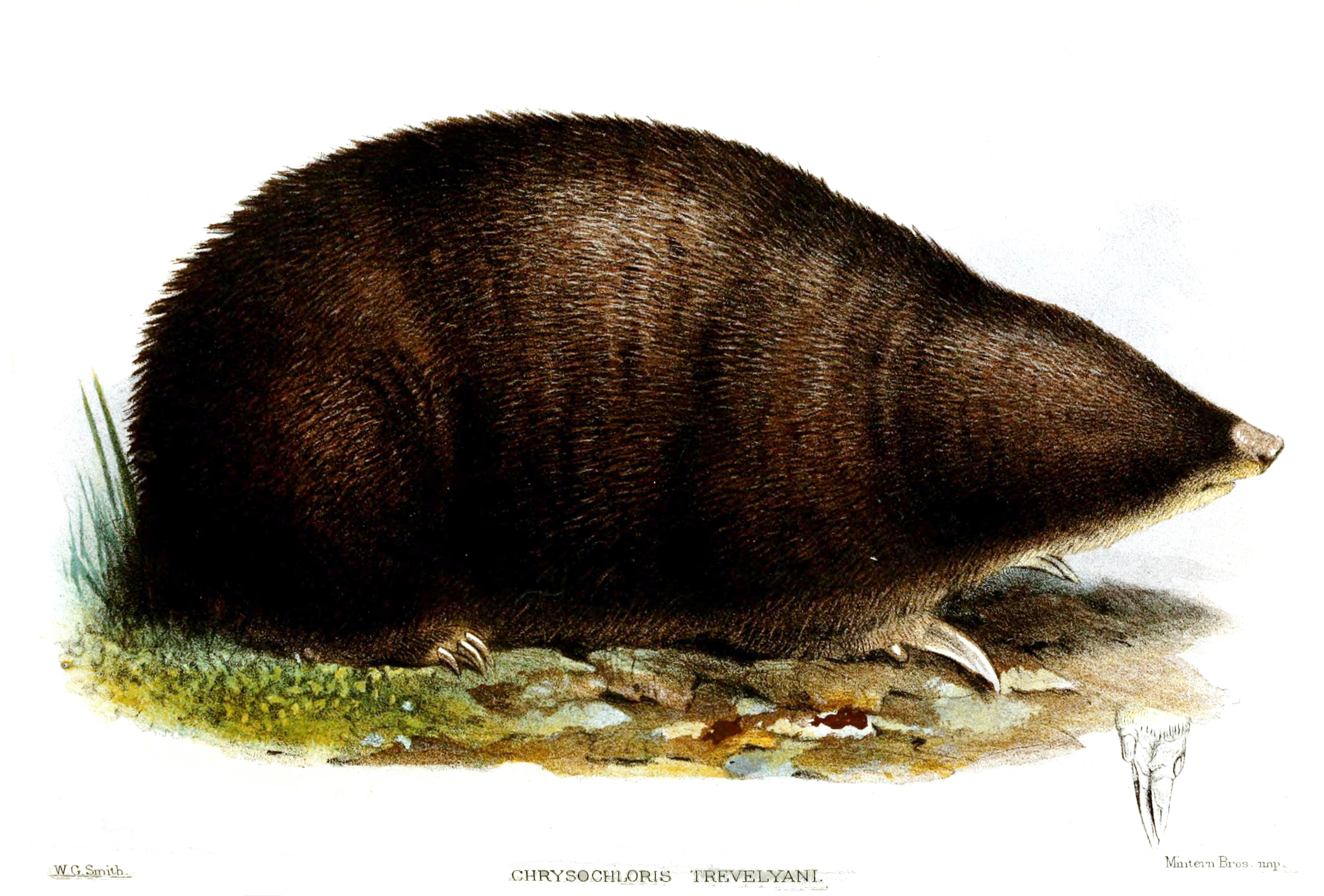

남아프리카공화국의 토착종이다. 자연 서식지는 온대 기후 지역의 관목지대와 초원, 경작지, 목초지, 농장 그리고 시골과 도시 지역이다. 서식지 감소로 위협받고 있다. 이 종은 허버트 트리벨리언(Herbert Trevelyan)이 영국령 카프라리아 킹윌리엄스타운 근처의 피리 숲(Pirie Forest) 주변에서 사냥을 통해 처음 수집했다. 몸 길이는 약 25cm정도이며, 어두운 짙은 갈색을 띠고 하반신은 흰 빛을 띤다. 발톱과 입술 가장자리도 흰 빛을 띤다. 시력이 없고, 귓볼이 드러나지 않으며, 꼬리도 없다.